# Satin duchesse

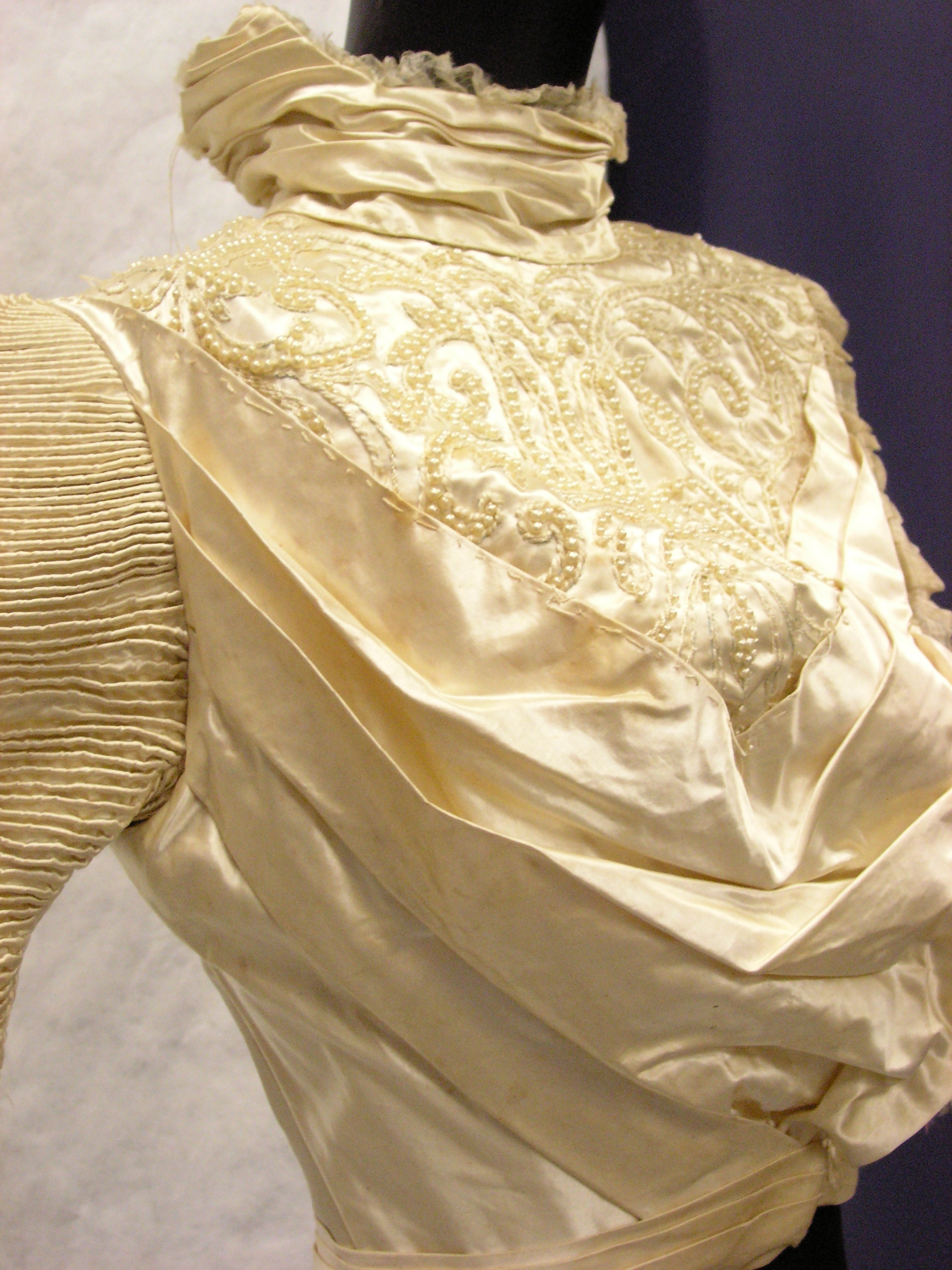
Gedeelte van een trouwjurk

Satin duchesse is een zachte, zware en glanzende satijn, oorspronkelijk gemaakt in Frankrijk.

## Weefsel
Duchesse wordt gemaakt met een satijnbinding op basis van dunne zijden draden met een groot aantal draden per oppervlakte in de schering en met ten minste zeven zwevende draden. De goede en de verkeerde kant van de stof zijn daardoor verschillend, de goede kant is glanzend, de verkeerde kant is mat.
Bij het weven wordt een groot aantal schering-  en inslagdraden gebruikt. Het aantal draden in de schering ligt tussen 6,8 en 3,4 en in de inslag tussen 14 en 6,8. Het gewicht van satin duchesse ligt tussen de 60 en 140 g/m². De dichtheid van de ketting zorgt voor de hoge glans.   
Het oorspronkelijke materiaal was zijde, maar het materiaal werd later nagemaakt met synthetische vezels. Ook mengvormen komen voor met polyester, rayon, of acetaat.

## Toepassingen
Duchesse satijn wordt gewaardeerd om zijn rijke glans en zware gewicht. Gebruikt in een rok gaat deze vanzelf uitstaan.
Het materiaal is zeer kostbaar en wordt dan ook in de 21ste eeuw voornamelijk gebruikt voor bruidsjurken. De bruidsjurk die Sarah Ferguson in 1986 droeg bij haar huwelijk met prins Andrew, was gemaakt van ivoorkleurig satin duchesse, zwaar versierd met kralen. De jurk die koningin Silvia in 1976 droeg bij haar huwelijk was ook van dit materiaal gemaakt.
De stof wordt ook gebruikt bij andere ceremoniële kleding dan voor een huwelijk. Ook luxe overhemden en luxe voering van mantels kunnen van satin duchesse gemaakt zijn.

## Kunst
Het zware karakter en de grote glans van het materiaal heeft sinds de renaissance vele kunstenaars geïnspireerd. Hieronder een aantal voorbeelden van schilderijen met satin duchesse.

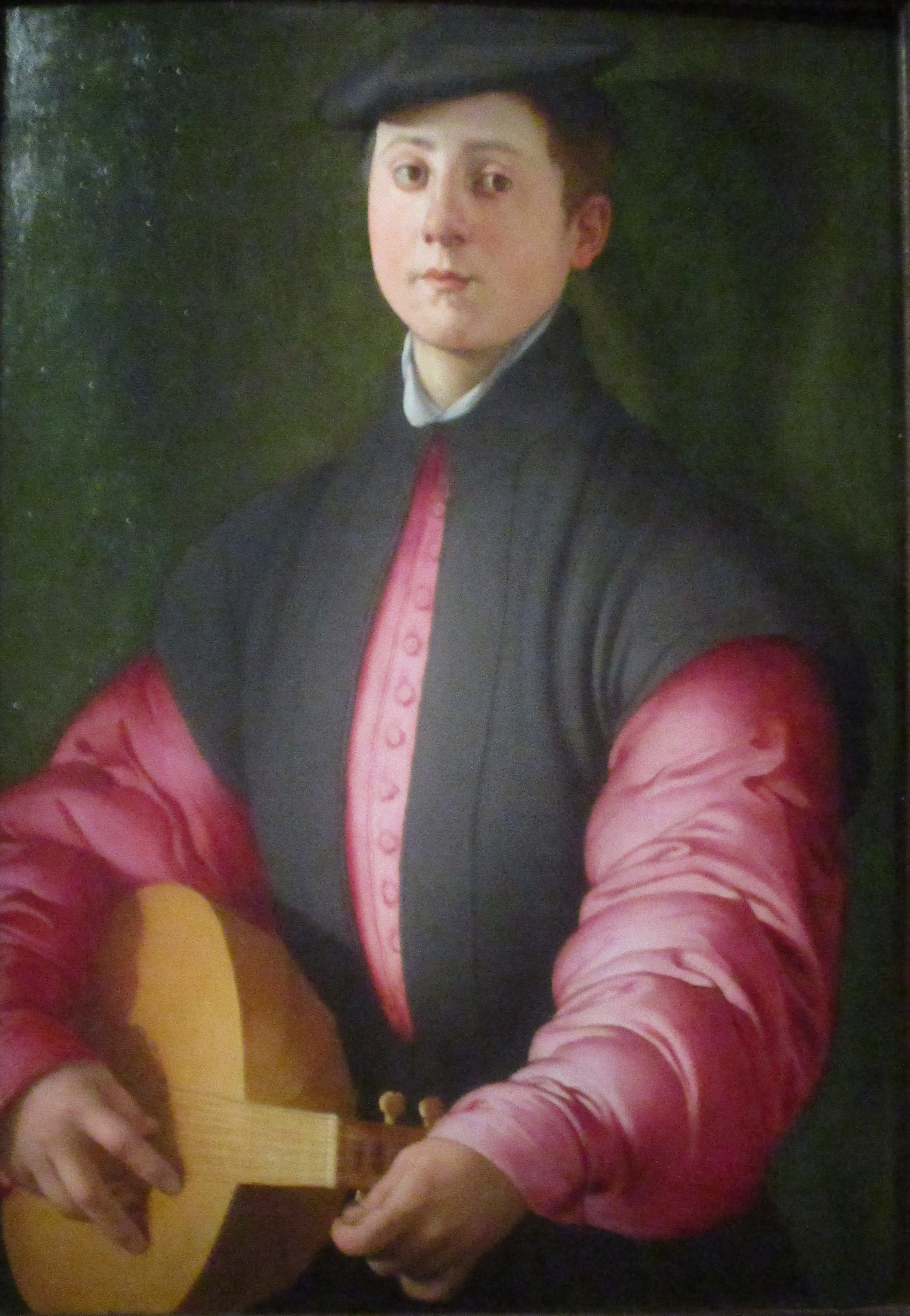
Portret van een luitspeler (1529-1530), Pontormo
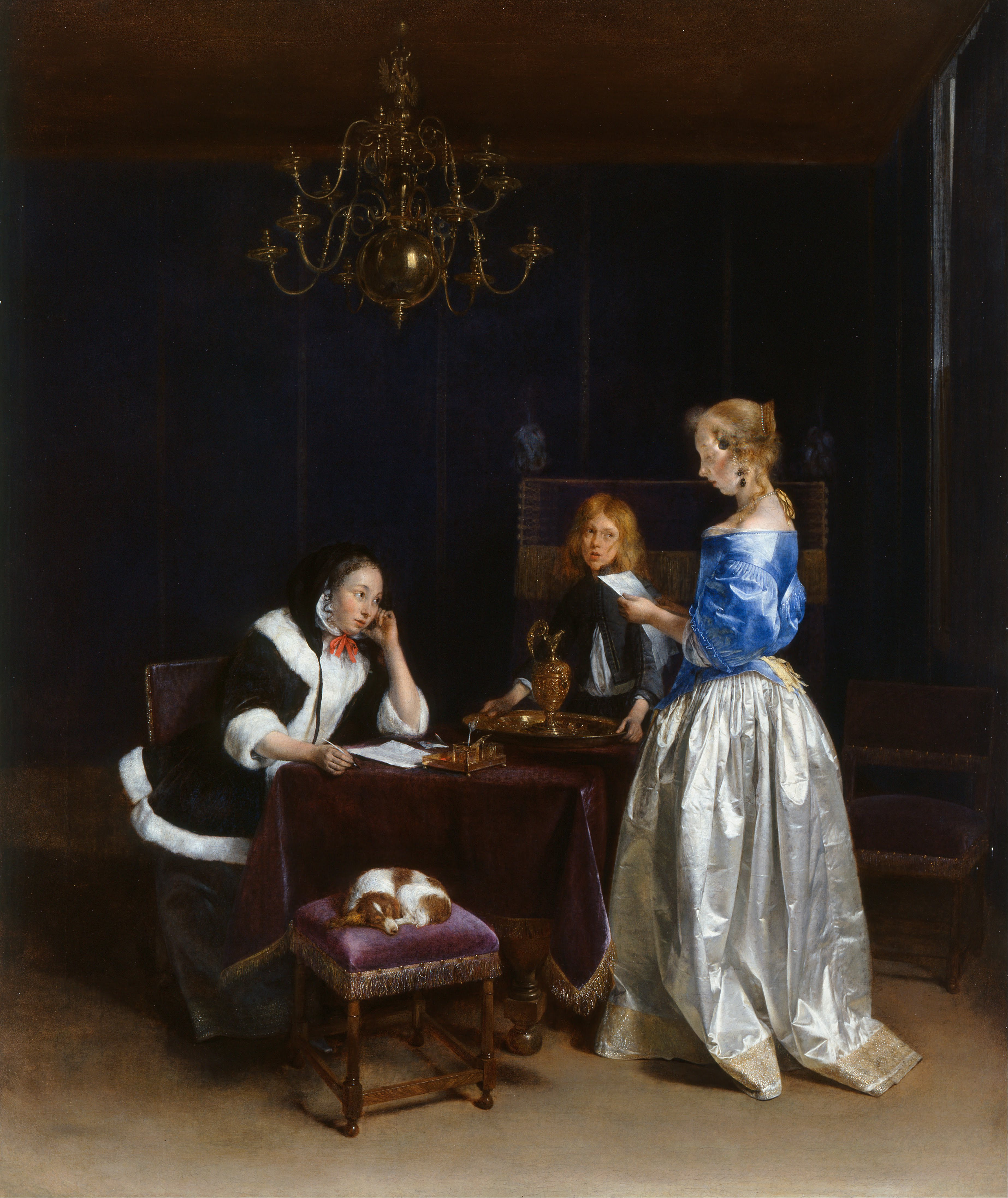
De brief, door Gerard ter Borch (II)
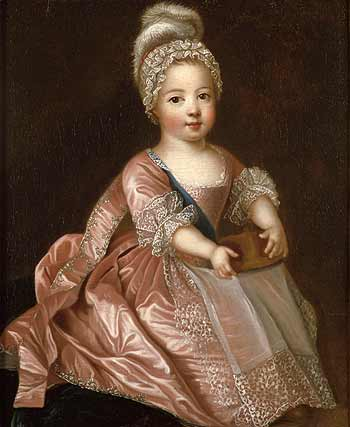
Portret van Lodewijk XV als kind (rond 1712), Pierre Gobert
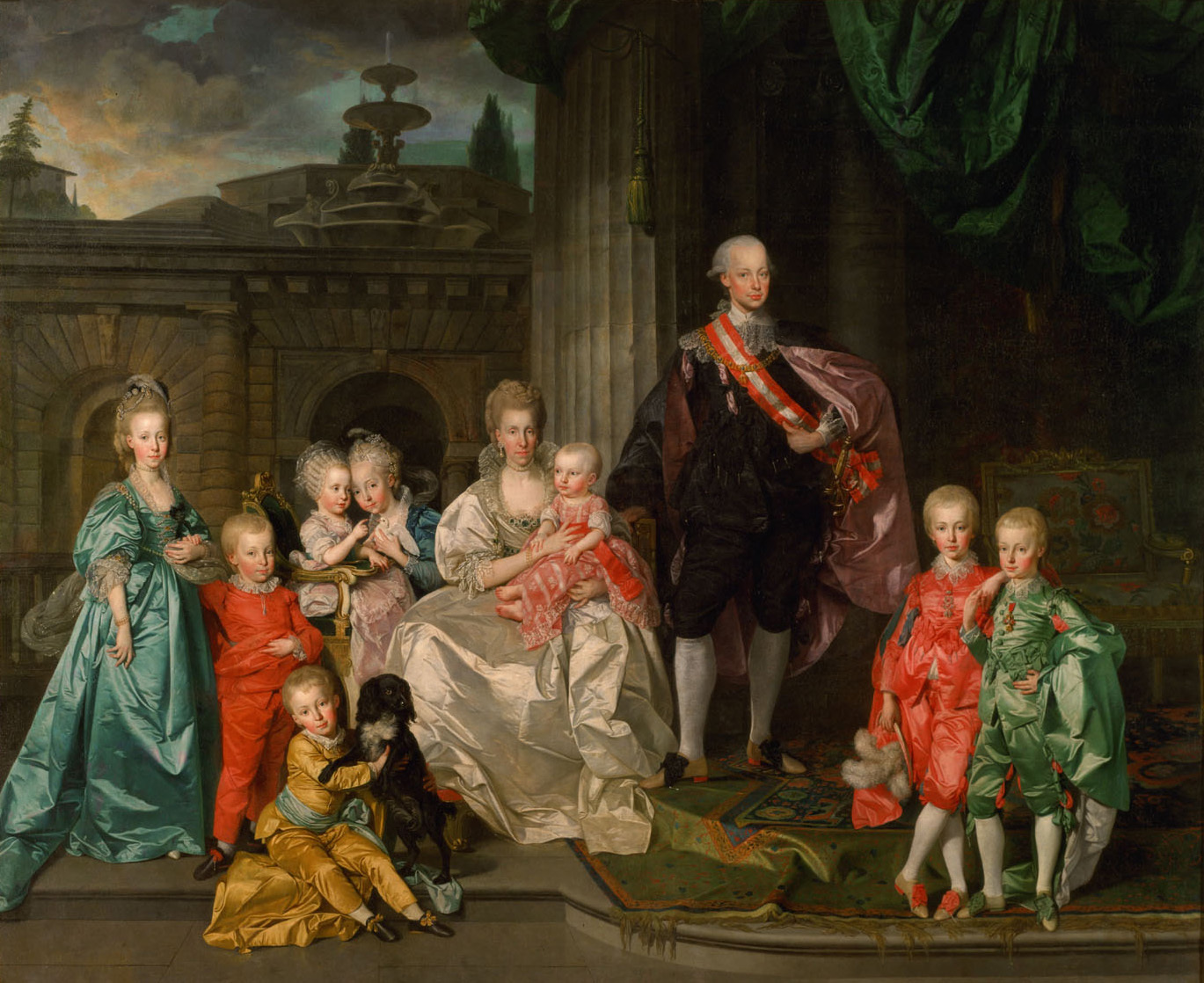
Léopold I van Toscane met zijn echtgenote Marie-Louise en hun twee kinderen (1776), Johan Joseph Zoffany